# Mustis
Mustis, właśc. Øyvind Johan Mustaparta (ur. 10 września 1979 w Bærum) – norweski muzyk, kompozytor, multiinstrumentalista i klawiszowiec. Mustaparta od 1998 roku występował w grupie muzycznej Dimmu Borgir dzięki której zyskał popularność. Przed dołączeniem do Dimmu Borgir nie występował w żadnym zespole. W 2009 roku muzyk zakończył współpracę z grupą. W 2010 roku dołączył do grupy Susperia z którą współpracował dziesięć lat wcześniej podczas nagrań dema Illusions of Evil.